# 11:11

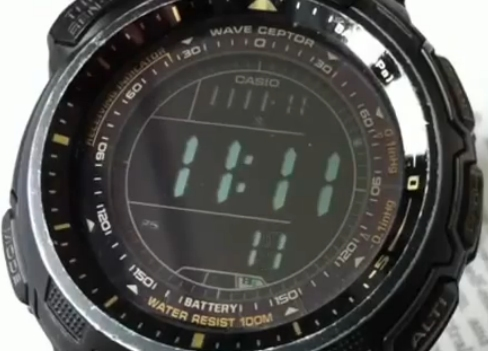

Numerologistas acreditam que os eventos ligados à hora 11:11 aparecem mais frequentemente do que o acaso ou coincidência. Esta crença está relacionada com o conceito de sincronicidade. Outros autores acreditam que é um sinal auspicioso, e outros, que sinalizam uma presença de um espírito.
Apesar de não ser o criador do conceito, Uri Geller tem falado repetidamente sobre o 11:11, que a crença, tem poderes místicos e que também foi adotado por muitos crentes nas filosofias da Nova Era. No entanto, alguns céticos dizem que os exemplos de Geller referente ao fenômeno 11:11, em eventos do mundo, são exemplos de análises em post-hoc de raciocínio e predisposição para a confirmação.